# L'Âge d'or (film, 2020)
Pour les articles homonymes, voir Âge d'or (homonymie).
Pour plus de détails, voir Fiche technique et Distribution.
L'Âge d'or est un film français réalisé par Jean-Baptiste Alazard et sorti en 2020.
Il fait partie de la trilogie documentaire intitulée Le Tiercé des paumés. 

## Fiche technique
- Titre : L'Âge d'or
- Réalisation : Jean-Baptiste Alazard
- Scénario : Jean-Baptiste Alazard
- Photographie : Jean-Baptiste Alazard
- Son : Raphaël Hénard
- Montage : Jean-Baptiste Alazard et Vincent Tricon
- Société de production : Stank (Vincent Le Port)
- Pays de production :  France
- Genre : documentaire
- Durée : 68 minutes
- Date de sortie : France - 13 mars 2020[2]

## Distribution
- Titou Picard
- Soledad Zarka

## Récompenses
- Prix du patrimoine de l'immatériel au festival Cinéma du réel 2020[3]
- Grand Prix du jury au Most Festival (Barcelone)[4]